# Jeanneke Pis
Jeanneke Pis is een standbeeld in het centrum van Brussel van een naakt meisje dat hurkend aan het plassen is. Het beeldje is geplaatst in 1987 op initiatief van de lokale handelaren met de bedoeling meer bezoekers te lokken naar hun straat. Het werk is gerealiseerd onder impuls van Denis-Adrien Debouvrie, zakenman en eigenaar van meerdere restaurants in de wijk. De inspiratie komt van het bekende Manneken Pis. In Brussel bestaat ook nog een standbeeld van een plassende hond, Het Zinneke.
Het beeld is geplaatst achteraan in de doodlopende Getrouwheidsgang (Frans: Impasse de la Fidélité), in de Brusselse wijk Îlot Sacré (Heilig Eilandje). Dit is een zijstraat van de zeer drukke Beenhouwersstraat, net tussen de huisnummers 10 en 12, en vlak bij de Grote Markt van Brussel. Jeanneke is zo ook in geografische zin de pendant van het manneke.

## Munten
Al snel na de onthulling van het beeld ontstond de gewoonte om munten in de waterbak te gooien. Dit gebeurde met zo een hoge frequentie dat in 1987 al een vzw, Horizon-Espoir, werd opgericht om de munten te verzamelen en aan een goed doel te schenken.

## Foto's

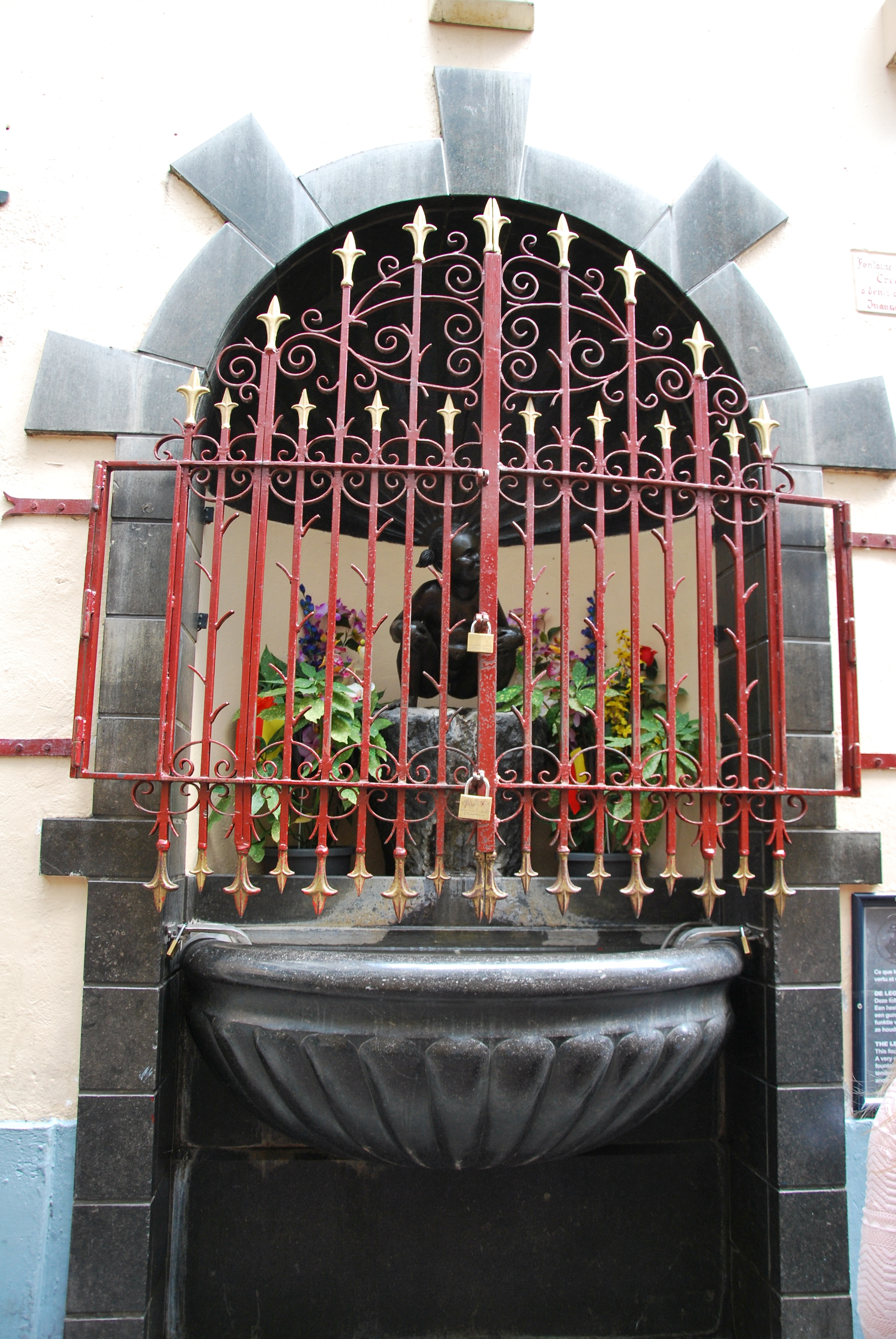
Het standbeeld staat achter een hek
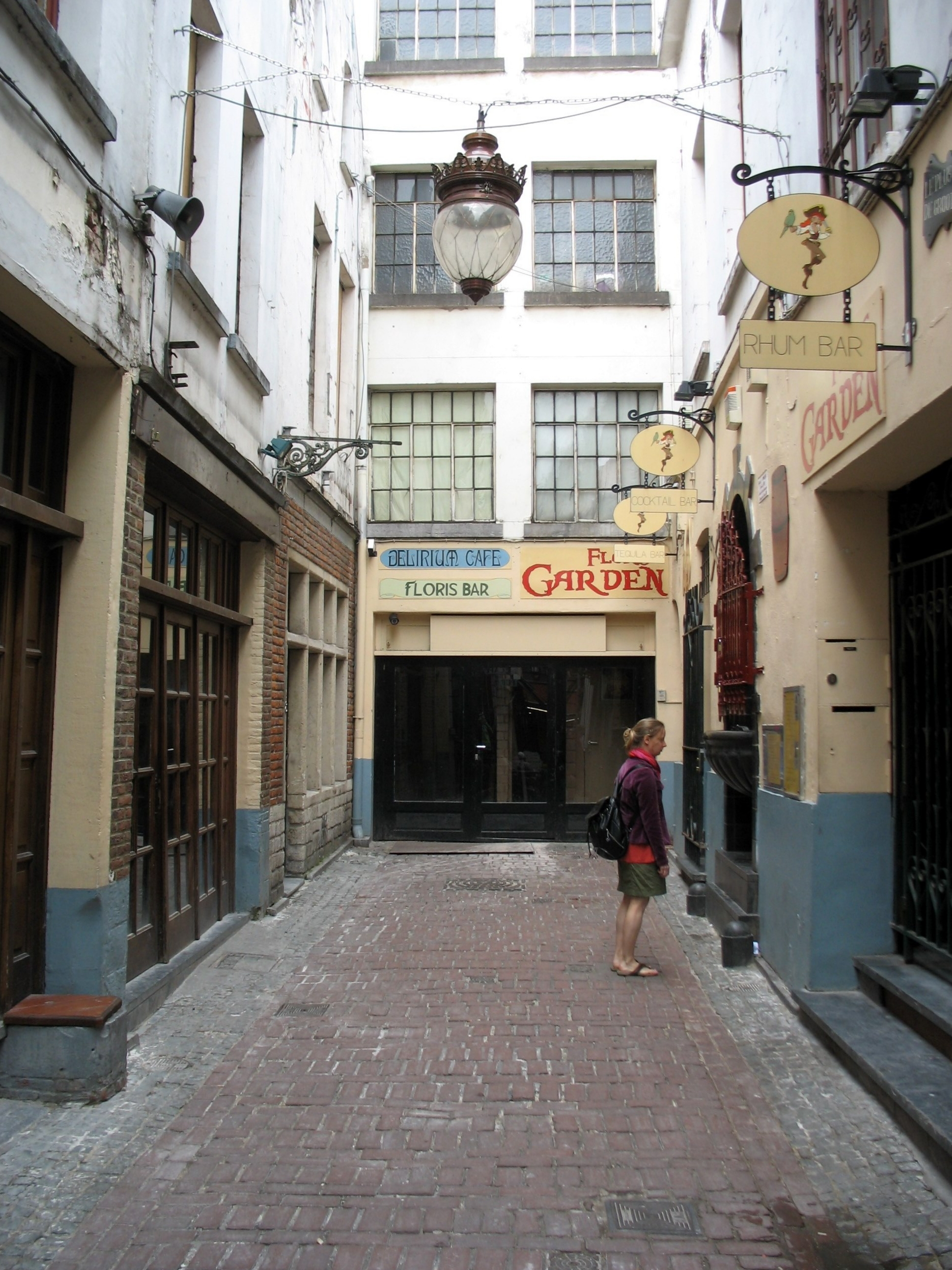
Het beeld staat in de doodlopende Getrouwheidsgang aan de rechterzijde
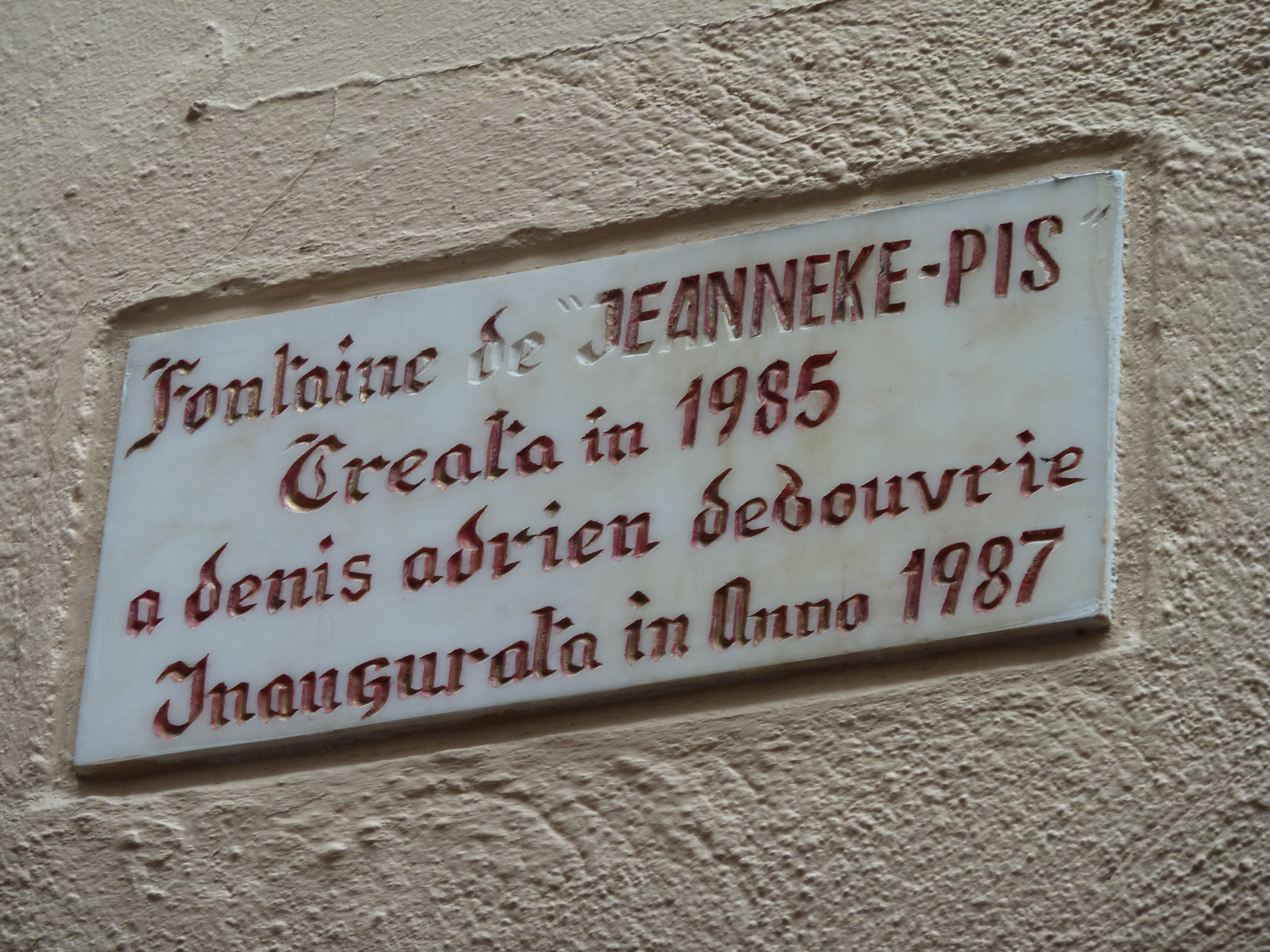
Bijschrift